# Fernando Gomes (ator)
Fernando Alberto de Oliveira Gomes, conhecido como Fernando Gomes (Porto, Bonfim, 22 de Janeiro de 1944), é um actor, autor e encenador português.

## Biografia
Filho de Alberto José Gomes e de sua mulher Corina Fernanda da Conceição de Oliveira..
Durante o serviço militar obrigatório, foi destacado para o território da Guiné Portuguesa (Guerra Colonial Portuguesa).
Pioneiro do movimento Café-Teatro nos anos 80.
Director da produtora teatral Klassikus, Fernando Gomes criou, dirigiu e interpretou espectáculos como O Estranho Caso da Tia do Melro (1994); A Tragédia, a partir de Almeida Garrett (1996); Viva o Casamento, a partir de Alves & Cia. de Eça de Queirós (2001); A Vida Trágica de Carlota a Filha da Engomadeira (2002), a partir do romance de Camilo Castelo Branco, Coisas Espantosas; Drakula.com (2003); Divina Loucura (2003); Romeiro Romeiro Quem és Tu Ninguém - uma volta a Garrett em 80 minutos (2005); entre outros. Escreveu para o Centro Dramático de Viana a peça Mas Afinal Quem És Tu, Ó Dona Maria da Fonte? (2008). Fez parte do elenco do musical "Cabaret", no Teatro Maria Matos. Escreveu e encenou "O Elixir do Amor", no Teatro da Malaposta.
Actor de televisão, foi dirigido por Artur Ramos no teatro filmado em Dulcineia (1989) e A Visita da Velha Senhora (1994). Teve participação em variadas séries e novelas, como Camilo na Prisão (1998), Lusitana Paixão (2002), A Minha Família é uma Animação (2001/03), Os Malucos nas Arábias (2005), Mistura Fina (2004/05), Floribella (2006) ou Louco Amor (2012). Popularizou-se com a série infantil Rua Sésamo, na década de 90.
No cinema teve participações em A Vida é Bela?! de Luís Galvão Teles (1982), Jogo de Mão de Monique Rutler (1984) e Uma Cidade Qualquer de Joaquim Leitão (1994).

## Filmografia
- A Culpa (1980)